# Trip hop
Trip hop, također poznat kao Bristol sound ili Bristol acid rap, je termin koji je skovao britanski časopis Mixmag kojim se je pokušao opisati stil hip hop instrumentala koje je radio DJ Shadow. Riječ trip u terminu se odnosi na psihodelično iskustvo. Kasnije se termin trip hop koristi kao naziv za glazbeni trend sredine 1990-ih. Trip hop je downbeat elektronička glazba koja se razvila iz britanske hip hop i house scene.

## Poznate grupe i glazbenici
- Archive
- Björk (pretežno na albumima Post i Homogenic)
- Blue Foundation
- Bonobo
- cirKus feat. Neneh Cherry
- DJ Shadow
- Esthero
- Hooverphonic
- Jay Jay Johanson
- Lamb
- Mandalay
- Massive Attack
- Moloko
- Monk & Canatella
- Morcheeba
- Nightmares on Wax
- Portishead
- Rodrigo Rodriguez
- Sneaker Pimps
- Thievery Corporation
- Tricky
- Quantic
- Zero 7

## Vanjske poveznice
- Trip-hop.net
- World of Trip Hop  Arhivirana inačica izvorne stranice od 10. prosinca 2020. (Wayback Machine)
- Calmscape, The Chillout Lounge
- Trip-Hope.com  Arhivirana inačica izvorne stranice od 15. prosinca 2006. (Wayback Machine)
- Melozik.com  Arhivirana inačica izvorne stranice od 13. rujna 2017. (Wayback Machine)
- Mp3blog.ch: Trip-Hop Mp3 Blog  Arhivirana inačica izvorne stranice od 30. srpnja 2007. (Wayback Machine)